# Ölmalerei

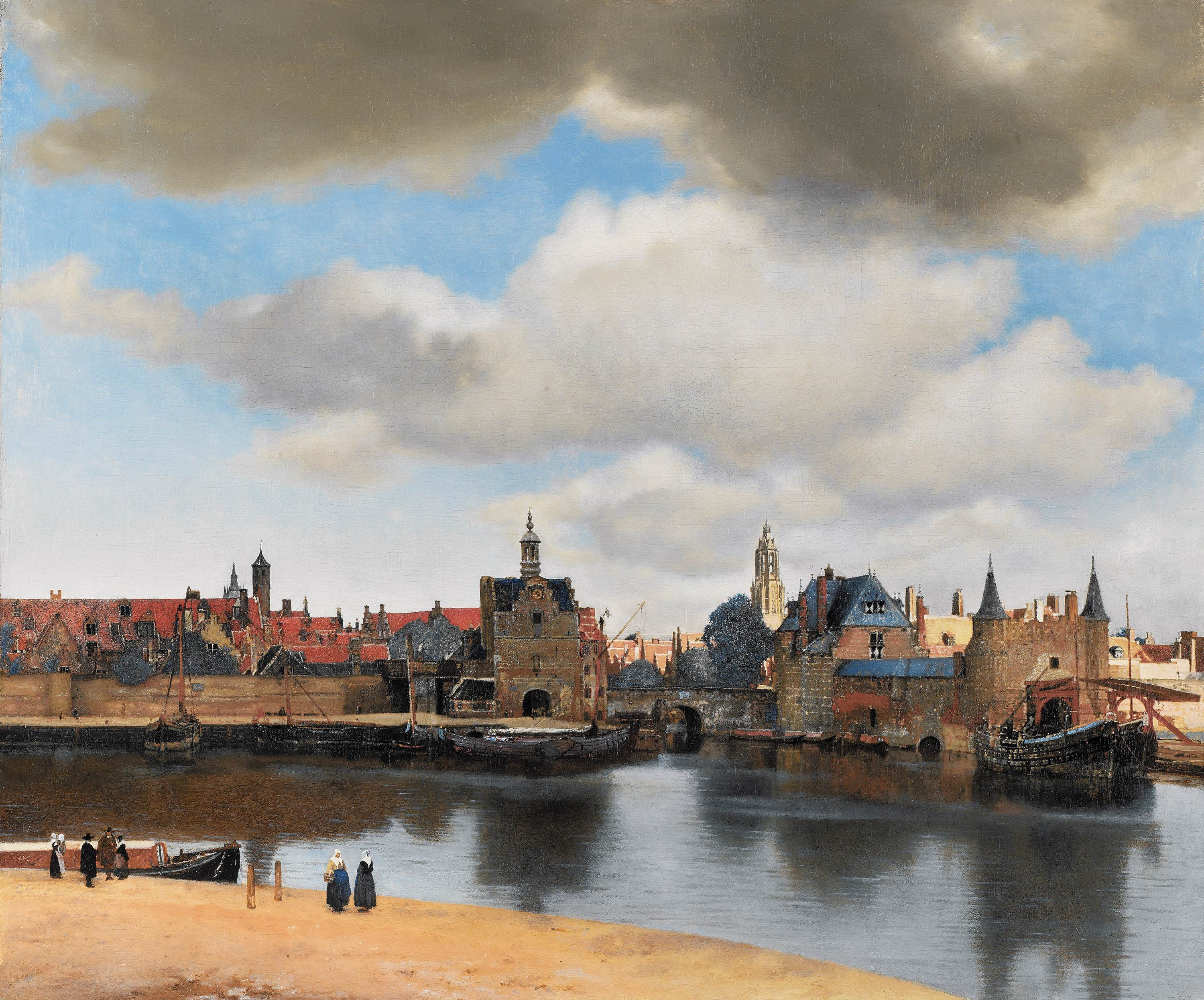
Jan Vermeer: Ansicht von Delft, 1660/61

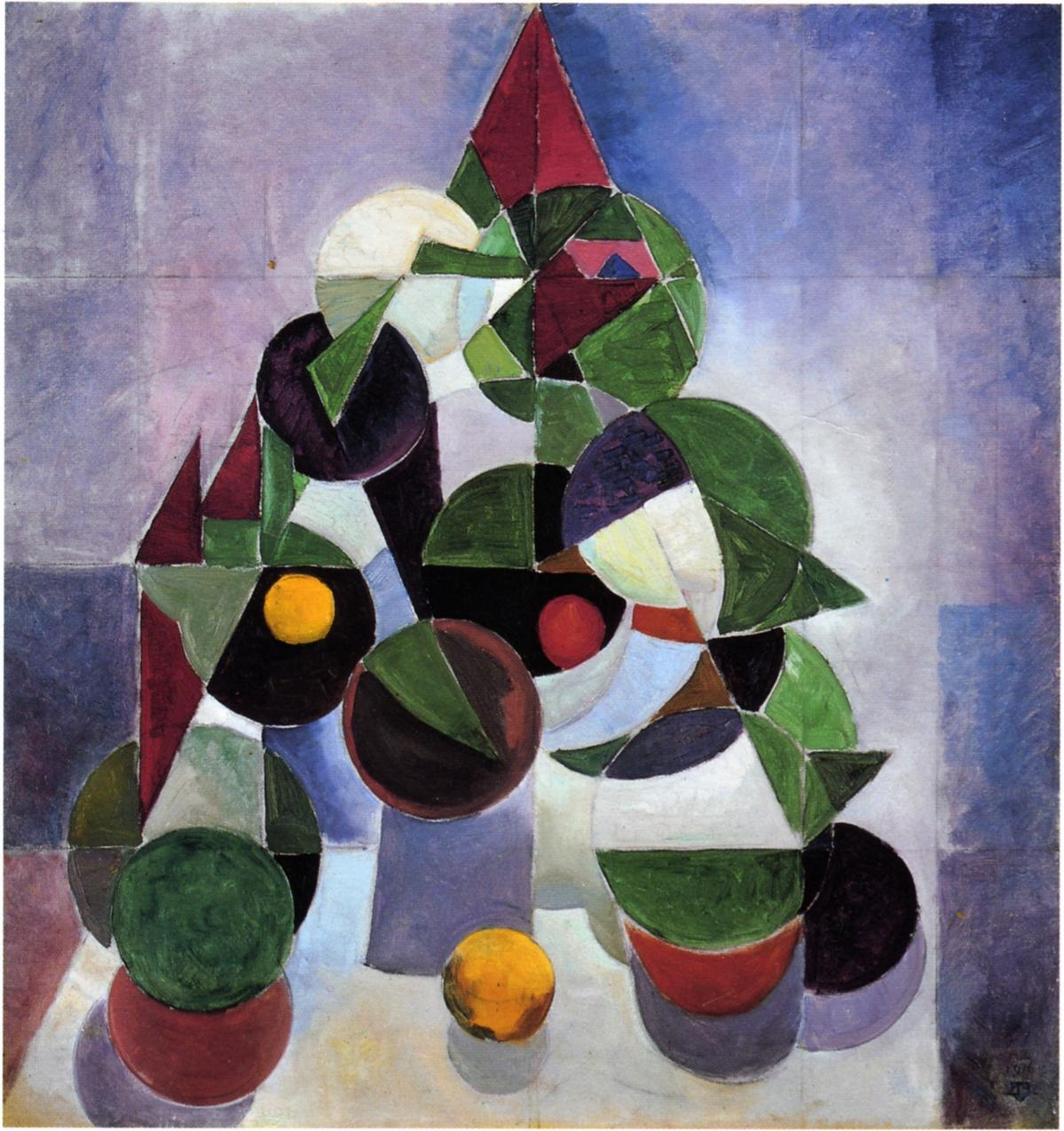
Theo van Doesburg: Composition I, Öl auf Leinwand

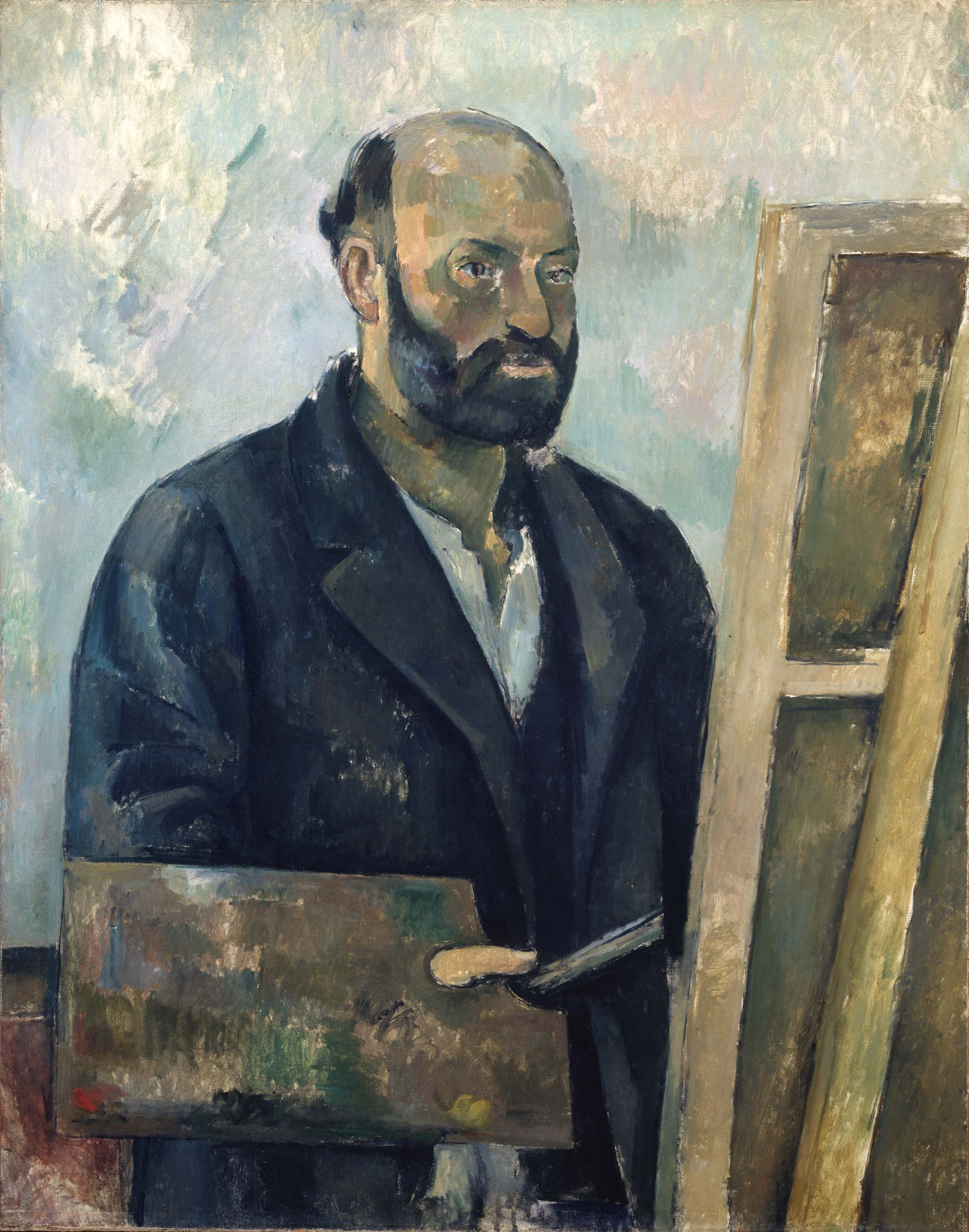
Paul Cézanne: Selbstporträt mit Palette, um 1890, Stiftung Sammlung E. G. Bührle, Zürich

Bei der Ölmalerei werden Pigmente mit einem trocknenden Öl als Bindemittel zu Ölfarbe angerieben und auf einen Bildträger (über einer Grundierung) aufgetragen. Als trocknende Öle verwendet man Lein-, Walnuss- und Mohnöl. Zusätze zum Bindemittel sind metallische Sikkative und Harze.
Die Ölmalerei gilt als die „klassische Königsdisziplin“ der Malerei. Zahllose Gemälde zeigen Porträts, Landschaften, Stillleben und Genres. Die Haltbarkeit und Farbbrillanz der Ölmalerei gilt als unübertroffen.

## Farbeigenschaften
Künstler schätzen die Ölmalerei aufgrund ihrer guten maltechnischen Eigenschaften. Für die Ölmalerei wird Balsam-Terpentinöl, Harzfirnis (Dammar- oder Mastix-Harzlösung) und/oder Öl als Malmittel verwendet. Als Verdünnungsmittel dient Terpentin. Ein Ölgemälde entsteht nach der alten Malerregel „fett auf mager“. Durch eine fehlerhafte Malweise, beispielsweise durch zu viel Öl oder einen zu stark saugenden Malgrund, kann das Ölbild Runzeln oder Risse bekommen. Glatt geschliffene Ölbilder neigen leichter zur Rissbildung, der Krakelüre. Bei älteren Ölbildern treten häufig Alterssprünge auf, die sich netzartig über das Bild ausdehnen. Mit der Zeit gilbt ein Ölgemälde je nach den verwendeten Ölen und Harzen. Ohne Sonneneinstrahlung, etwa bei Lagerung, verstärkt sich dieser Prozess und kann im Gegenzug durch erneute Lichteinwirkung teilweise wieder rückgängig gemacht werden. Das Ölgemälde kann nach vollständiger Trocknung und Aushärtung aller Farbschichten (oft erst nach über einem Jahr) mit einem die Oberfläche schützenden Firnis überzogen werden.

## Geschichte
Diese Form der Malerei ist bereits seit dem 13. Jahrhundert bekannt und wurde später vor allem von Jan van Eyck weiterentwickelt, auch aus dem Bedürfnis heraus, die Grenzen der eher linear betonten Technik der Temperamalerei zu überwinden. Die ältesten bekannten Rezepte finden sich im Straßburger Malerbuch.
Die entscheidende Vervollkommnung dieser neuen Technik und wesentliche Impulse zu deren Verbreitung werden vor allem Jan van Eyck zugeschrieben.
Antonello da Messina brachte sie nach Italien, wo sie sich zunächst wesentlich langsamer als in Nordeuropa verbreitete. Noch während des 16. Jahrhunderts war es dort üblich, die Technik mit Temperafarben zu kombinieren, aber auch andere Maler wie beispielsweise Rubens verwendeten parallel Temperafarben.
Spuren von Ölgemälden wurden auch im Bamiyan-Tal im heutigen Afghanistan gefunden. Die ältesten dieser Gemälde stammen aus dem 7. Jahrhundert.

## Maltechniken

### Trennung von Form und Farbe
Die im Mittelalter übliche, vor allem von Jan van Eyck entwickelte und bis Tizian gebräuchliche Maltechnik der Trennung von Form und Farbe ermöglichte die Bildgestaltung auch in Werkstätten als überschaubaren handwerklichen Prozess. Die Technik erlaubt eine äußerst naturnahe und detailgetreue Darstellung von Formen und wurde deswegen auch in der Moderne von Surrealisten wie Dali verwendet.
Nach einer Risszeichnung, die vom Meister angefertigt und – meist von einem Lehrling – auf die Bildfläche (mit Kreidegrund weiß grundierte Holztafel oder mit dünnem Leinen bespannte Holztafel) übertragen wurde, entwickelte der Künstler die Schattenform. Dies geschah mit Eitemperafarbe, zum Beispiel Siena, Ultramarin oder Schwarz, je nach gewünschtem Effekt – heute nimmt man oft Japantusche dazu. Als nächster Arbeitsschritt erfolgt ein erster dünner, durchscheinender Überzug, die Lasur, aus magerer Harzölfarbe zur Entwicklung eines sogenannten Mitteltones und Gesamttones. Diese erste Schicht heißt Imprimitur. Der Gesamtton bestimmt den späteren Bildcharakter, ob kalt oder warm, gedämpft oder dunkel etc.
Der Mittelton, der zwischen dem dunkelsten und dem hellsten Ton des Bildes liegt (es handelt sich oft um eine Erdfarbe, bei Dürer z. B. Ocker, oder bei Bartholomäus Bruyn eine grüne böhmische Erdfarbe), gestattet die nun folgende Entwicklung der Formen durch Auftragen der lichten Stellen, die sogenannte Weißhöhung. Mit weißer Tempera wird das Licht gemalt, es entsteht die Plastizität und Dreidimensionalität des Bildes. Der Wechsel von Lasur und Weißhöhung erlaubt ein behutsames Entwickeln des Bildes und ermöglicht viele Korrekturschichten. Es können so Bilder von großer Tiefe und innerer Lebendigkeit gemalt werden. Von Tizian wie auch von Stefan Lochner weiß man, dass sie bis zu 150 Schichten auftrugen, in Lochners Fall zum Teil sogar noch mehr.
Der Abschluss dieser formalen Seite des Bildes wird auch Grisaille genannt, bis zu diesem Punkt hat das Bild im Wesentlichen erst Ocker, Schwarz und Weiß als Farben.
Erst jetzt erfolgt die tatsächliche Farbgebung durch Farblasuren in Öl- oder Öl-Harz-Farbe in zum Teil mehreren Schichten bis zur Vollendung des Bildes. Zunächst wird mit Leinöl oder Dammar ein Firnis aufgetragen (der sogenannte Zwischenfirnis), der in vier bis fünf Tagen durchtrocknet. Danach werden die einzelnen Formpartien mit der gewünschten Farbe lasiert (Lokalfarbe). Die Lokalfarben können durch mehrfachen lasierenden Auftrag von Schichten, die jedes Mal trocknen müssen, vertieft werden. Die Untermalung soll immer durchscheinen, es darf also nicht oder nur sehr vorsichtig mit Körperfarbe, das heißt mit Weiß vermischter Farbe, gemalt werden. Schließlich können die Licht- und Schattenformen noch durch Spitzen vertieft und damit das Bild vollendet werden.
Maltechnisch gesehen ist die Farbgebung der einfachere Malvorgang. Grundsätzlich gilt, dass die Farbgebung umso leichter und müheloser gelingt, je kräftiger und vollkommener die Untermalung ist.
Da alle Malschichten jeweils durchtrocknen müssen, kann die Entstehung eines Bildes in der hier beschriebenen Technik sehr lange, Monate bis Jahre, dauern.

### Ton-in-Ton-Malerei
Die Ton-in-Ton-Malerei ist eine Art abgekürztes Verfahren, wobei die Trennung von Form und Farbe weitgehend aufgehoben ist und nur noch rudimentär zur Korrektur verwendet wird. Die Technik wurde etwa im 16. Jahrhundert zur Gestaltung großer repräsentativer Formate entwickelt. Vor allem Tizian war entscheidend an der Entwicklung dieser Technik beteiligt. Sie wurde in modifizierter Form auch von Pablo Picasso (blaue oder rosa Periode) und Max Beckmann verwendet. Gemalt wird auf farbigem Grund mit toniger Farbe (meist Erdfarben); solche Gründe heißen Bolusgründe. Die Zeichnung wird locker mit dunkler Erdfarbe oder farbigem Grau aufgetragen und trocknen gelassen. Es wird sofort mit Weißhöhung aus Eitempera begonnen, das Weiß ist schon eingetönt. So können die Tendenzen der Lokalfarben durch Untermischen von Rot, Blau usw. festgelegt werden. Beckmann arbeitete z. B. viel auf rotem Grund, darin war die Zeichnung mit dunklerem Ton locker eingearbeitet. Es folgt ein farbiger Zwischenfirnis im Grundton. Korrekturschichten, die auch Farbe enthalten, können aufgetragen werden, bis der Künstler mit dem Ergebnis zufrieden ist. Von Tizian weiß man, dass er 40–50 Schichten auftrug. Am Ende folgt die farbige Vertiefung des Bildes durch mehrfache Lasuren.
Die Ton-in-Ton-Malerei erlaubt erstmals die Formsuche im Bild während des Malens und gestattet sehr freies Gestalten, so dass ein Bild, wie es Rembrandt van Rijn oft gemacht hat, völlig umgeworfen und neugestaltet werden kann.

### Primamalerei
Der Begriff Primamalerei oder Alla-prima-Malerei ist abgeleitet von italienisch prima „aufs erste“ oder von prima vista „auf den ersten Blick“. Mit dem Aufkommen von Tubenölfarben und der an Bedeutung zunehmenden Freilichtmalerei wurde die Primamalerei eine der häufigsten Öltechniken. Die Primamalerei bezeichnet ein Vorgehen, bei dem versucht wird, die Farbe gleich auf Anhieb in einem Arbeitsgang auf die richtige Stelle zu platzieren ohne spätere Korrekturen wie Retuschierung oder das Auswischen von feuchter Farbe. Das Mischen der Farbe erfolgt überwiegend auf der Palette; somit sind die einfach gehaltenen, auf wenige Farben beschränkten Farbmischungen unkompliziert wiederzufinden. Der Maler hat bei der Primamalerei bereits die Endfassung des Bildes im Kopf und setzt jede Farbe als letztgültigen Farbton ein. Ihr Gegenstück ist die Schichtenmalerei, z. B. die Lasurmalerei mit ihrer Untermalung, die ihre Höhepunkte in der italienischen Renaissance und im niederländischen Barock hatte.
Der Alla-prima-Malerei verwandt ist die Nass-in-Nass-Technik. Als ein Meister der Alla-prima-Malerei gilt Cézanne.
Philipp Otto Runge beklagte sich, dass „Leute wie aus dem Kalkeimer malen“. Anfänger der Malerei wollen oft alla prima malen, weil man direkt ein Ergebnis sieht. Dabei wird leicht übersehen, dass diese Technik Erfahrung erfordert, deren Fehlen zu betrüblichen Ergebnissen führt.

### Mischtechnik
Die Mischtechnik ist eine Maltechnik in der Ölmalerei, die verschiedene Bindemittel innerhalb eines Bildes verwendet. Sie ist als spezifische Errungenschaft der schaffenden Künstler in Europa ein bedeutsames europäisches Kulturerbe.
Glanzzeit war die niederländische Barockmalerei, die Ölfarbe mit Harzen versetzte, um den emailleartigen Tiefenglanz zu erzielen. Von den Niederlanden ausgehend verbreitete sich diese Technik über ganz Europa und war lange Zeit die maßgebliche Maltechnik für Ölgemälde. Sie wurde von der Alla-prima-Malerei verdrängt und von den Impressionisten abgelehnt, so dass die Kenntnis davon praktisch vergessen wurde.
Otto Dix war z. B. Meister dieser Technik. Er malte in die nasse Ölfarbe mit einer Ei-Tempera-Farbe und erreichte damit seine farbliche Tiefe. Ein besonderer Kenner und Anwender der Mischtechnik im 20. Jahrhundert war Egon von Vietinghoff, der sie sich in 35 Jahren autodidaktisch erarbeitete und neben seinem umfangreichen Œuvre seine Werkerfahrungen im Handbuch zur Technik der Malerei zusammenfasste.